# Peter Engel Lind
Peter Engel Lind, född den 8 april 1814 i Köpenhamn, död där den 19 februari 1903, var en dansk kyrkoman och författare.
Lind blev teologie kandidat 1837, predikant vid "tugt- og forbedringshuset" i Köpenhamn 1844 och kyrkoherde i Sæby församling på Själland 1855 samt var biskop i Aalborg 1875–88. Innan Lind blev präst, utgav han några berättelser, som förenar djupt allvar med varm kärlek till människosläktet: Johan Gordon (1836), Ungdomsaar (1840) och Kjærlighed og Frelse (1844). Senare skrev han Christendommens Indflydelse paa den sociale Forfatning fra dens Stiftelse til Justinian (1852) och dess fortsättning, Christendommens Indflydelse paa de occidentalske Folkeslags sociale Forhold fra Aar 500 til 814 (1858).

## Utmärkelser
- Riddare av Dannebrogorden,  1875[2]
- Dannebrogsmännens hederstecken,  1878[2]
- Kommendör av Dannebrogorden,  1883[2]
- Kommendör av första graden av Dannebrogorden,  1888[2]

[Redigera Wikidata]